# Zdzisław Racki

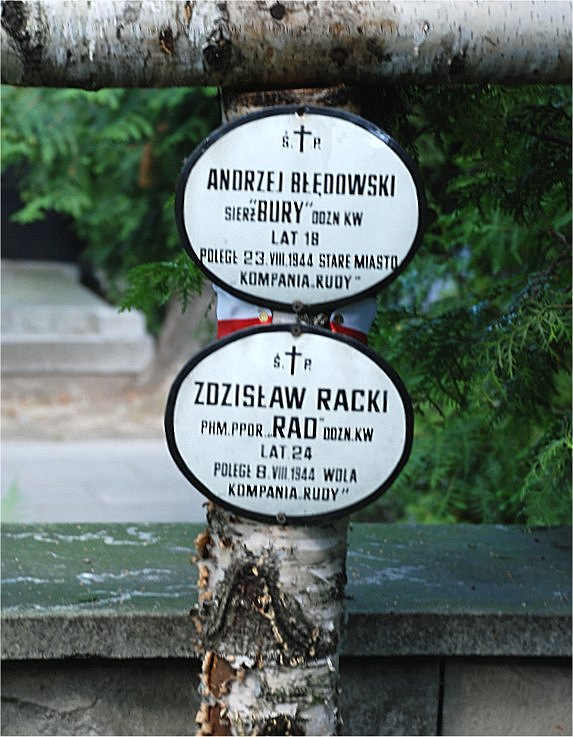
Na Powązkach Wojskowych

Zdzisław Racki ps. Rad (ur. 7 stycznia 1920 w Lubartowie, zm. 8 sierpnia 1944 w Warszawie) – podharcmistrz, podporucznik, uczestnik powstania warszawskiego w szeregach III plutonu „Felek” 2. kompanii „Rudy” batalionu „Zośka” Armii Krajowej. Syn Franciszka.
Podczas okupacji niemieckiej działał w polskim podziemiu zbrojnym. W powstaniu warszawskim walczył na Woli. Poległ 8 sierpnia 1944 w walkach w rejonie ul. Żytniej. Miał 24 lata. Pochowany wraz z sierż. Andrzejem Błędowskim (ps. „Bury”) w kwaterach żołnierzy i sanitariuszek batalionu „Zośka” na Powązkach Wojskowych w Warszawie (kwatera 20A-2-1).
Został odznaczony Krzyżem Walecznych.